# Gerechtelijk arrondissement Luik
Het gerechtelijk arrondissement Luik (Frans: arrondissement judiciaire de Liège) is een van de vier gerechtelijk arrondissementen in het gerechtelijk gebied Luik. Het valt samen met de grenzen van de provincie Luik zonder het gerechtelijk arrondissement Eupen. Het gerechtelijk arrondissement Luik heeft drie afdelingen (Luik, Hoei en Verviers), en telt 17 gerechtelijk kantons en 75 gemeenten. De gerechtelijke kantons zijn Fléron, Grâce-Hollogne, Herstal, Hoei 1 & 2, Luik 1-4, Limburg, Seraing, Spa,  Sprimont, Verviers 1 & 2, Wezet en Borgworm.
Het gerechtelijk arrondissement ontstond op 1 april 2014 als gevolg van de gewijzigde gerechtelijke indeling van België en omvat de voormalige gerechtelijke arrondissementen Luik, Hoei en Verviers.
Het arrondissement is zetel van een van de 12 rechtbanken van eerste aanleg van België. Ook deze rechtbank heeft drie afdelingen, in Luik, Hoei en Verviers.